# Tetrapisispora arboricola
Tetrapisispora arboricola är en svampart som beskrevs av Ueda-Nishim. & Mikata 1999. Tetrapisispora arboricola ingår i släktet Tetrapisispora och familjen Saccharomycetaceae.   Inga underarter finns listade i Catalogue of Life.